# Kabinett Platzeck I
Das Kabinett Platzeck I bildete vom 26. Juni 2002 bis zum 19. September 2004 die Landesregierung von Brandenburg.
| Amt                                          | Name                                    | Partei | Partei |
| -------------------------------------------- | --------------------------------------- | ------ | ------ |
| Ministerpräsident                            | Matthias Platzeck                       |        | SPD    |
| Stellvertretender Ministerpräsident          | Jörg Schönbohm                          |        | CDU    |
| Inneres                                      | Jörg Schönbohm                          |        | CDU    |
| Finanzen                                     | Dagmar Ziegler                          |        | SPD    |
| Justiz und Europaangelegenheiten             | Kurt Schelter (bis 24. Juli 2002)       |        | CDU    |
| Justiz und Europaangelegenheiten             | Barbara Richstein (ab 2. August 2002)   |        | CDU    |
| Wirtschaft                                   | Wolfgang Fürniß (bis 14. November 2002) |        | CDU    |
| Wirtschaft                                   | Ulrich Junghanns (ab 14. November 2002) |        | CDU    |
| Arbeit, Soziales, Gesundheit und Frauen      | Alwin Ziel (bis 13. August 2002)        |        | SPD    |
| Arbeit, Soziales, Gesundheit und Frauen      | Günter Baaske (ab 13. August 2002)      |        | SPD    |
| Landwirtschaft, Umweltschutz und Raumordnung | Wolfgang Birthler                       |        | SPD    |
| Bildung, Jugend und Sport                    | Steffen Reiche                          |        | SPD    |
| Wissenschaft, Forschung und Kultur           | Johanna Wanka                           |        | CDU    |
| Stadtentwicklung, Wohnen und Verkehr         | Hartmut Meyer (bis 18. September 2003)  |        | SPD    |
| Stadtentwicklung, Wohnen und Verkehr         | Frank Szymanski (ab 24. September 2003) |        | SPD    |